# Markcooperita
La markcooperita és un mineral de la classe dels sulfats. Rep el nom en honor de Mark Cooper, mineralogista canadenc de la Universitat de Manitoba.

## Característiques
La markcooperita és un tel·lurat de fórmula química Pb₂(UO₂)(TeO₆). Va ser aprovada com a espècie vàlida per l'Associació Mineralògica Internacional l'any 2009. Cristal·litza en el sistema monoclínic. La seva duresa a l'escala de Mohs és 3.
Les mostres que van servir per a determinar l'espècie, el que es coneix com a material tipus, es troben conservades a les col·leccions mineralògiques del Museu d'Història Natural del Comtat de Los Angeles, a Los Angeles (Califòrnia) amb els números de catàleg: 62510, 62511 i 62512.

## Formació i jaciments
Va ser descoberta a la mina Aga, situada a la muntanya Otto, dins el districte miner de Silver Lake, al comtat de San Bernardino (Califòrnia, Estats Units). També ha estat descrita en una altra mina propera com és la de Bird Nest, així com al jaciment de Kamoto East, a Lualaba (República Democràtica del Congo). Aquests tres indrets són els únics de tot el planeta on ha estat descrita aquesta espècie mineral.